# Alleyway
Alleyway (jap.: アレイウェイ, Hepburn: Areiwei) ist ein Videospiel, das von Nintendo Research & Development 1 in Kooperation mit Intelligent Systems entwickelt und am 21. April 1989 in Japan, am 11. August 1989 in Nordamerika und am 28. September 1990 in Europa von Nintendo als Launchtitel exklusiv für den Game Boy veröffentlicht wurde.
Am 6. Juni 2011 wurde das Spiel im Rahmen des Virtual-Console-Angebots für den Nintendo eShop des Nintendo 3DS veröffentlicht.

## Spielprinzip
Das Spielprinzip von Alleyway ist ähnlich dem von Breakout: Der Spieler steuert mit dem Steuerkreuz des Game Boy ein Paddle von links nach rechts. Mit dem A-Knopf kann ein Ball (dargestellt durch zwölf Pixel) ins Spielfeld eingeworfen werden, der vom Paddle abprallt. Im oberen Abschnitt des Spielfeldes befinden sich Blöcke, die vom Spielfeld verschwinden, wenn sie mit dem Ball berührt wurden und den Ball von sich abprallen lassen. Der Spieler erhält durch das Zerstören der Blöcke Punkte. Sind keine Blöcke mehr auf dem Spielfeld vorhanden, beginnt ein neues Level, in dem die Blöcke entweder sich bewegen, nach unten wandern (vergleichbar mit den Aliens aus Space Invaders) oder anders angeordnet sind. Insgesamt enthält das Spiel 32 Level, von denen jedes vierte ein Bonuslevel ist, bei dem der Spieler 90 Sekunden Zeit hat, alle Blöcke zu zerstören (die Blöcke lassen den Ball in diesen Leveln nicht von sich abprallen, wodurch sie lediglich „eingesammelt“ werden müssen). Fällt der Ball am Paddle vorbei, verliert der Spieler ein Leben. Er erhält ein Leben, wenn er eine bestimmte Anzahl an Punkten gesammelt hat. Es können maximal neun Leben bei sich getragen werden.

## Rezeption
Das deutschsprachige Computerspielmagazin Power Play bewertete das Spiel mit 48 %. AllGame bewertete das Spiel mit 3,5 von insgesamt 5 möglichen Sternen.

## Trivia
Die Leben werden im Spiel mit Super-Mario-Köpfen dargestellt.
Die Blöcke der Bonuslevel sind stets so auf dem Spielfeld angeordnet, dass sie wie Charaktere aus den Super-Mario-Spielen aussehen.